# Кон Игълдън
Кон Игълдън (на английски: Conn Iggulden) е британски писател, автор на исторически романи. Известен е с поредиците „Цезар“ (Emperor) и „Чингис“ (Conqueror). Съавтор е и на „Опасната книга за момчета“ (The Dangerous Book for Boys).

## Биография
Игълдън е роден през 1971 г. и е син на англичанин и ирландка, чийто дядо е известен разказвач. Завършва Училище Свети Мартин и Училище на търговците Тейлър в Нортуд, Лондон. Учи английски в Лондонския университет и преподава езика седем години, като става главен учител по английски в Римокатолическо училище Свети Григорий. По-късно загърбва учителската професия и дебютира като писател с книгата „Вратите на Рим“. Женен с три деца и живее в Хартфордшър, Англия.

## Писателска кариера

### Исторически романи
Първата книга на Игълдън е „Вратите на Рим“ (The Gates of Rome) е част от тетралогията „Цезар“ (в оригинал Emperor, Император). Поредицата е основана на живота на Юлий Цезар, от детството (описано във „Вратите на Рим“) до смъртта (описана в „Боговете на войната“). Авторът е обявил на уебсайта си, че възнамерява да пише пета книга от поредицата, посветена на Октавиан Август.
След излизането на четвъртата книга от поредицата „Цезар“, Игълдън започва да пише нова поредица – „Чингис“ (в оригинал Conqueror, Завоевател), основана на живота на великите монголски владетели – Чингис хан, Угедей хан и Кубилай хан. Издадени са четири книги – „Степният вълк“ (Wolf of the Plains, 2007), „Господари на лъка“ (Lords of the Bow, 2008), „Кости по хълмовете“ (Bones of the Hills, 2008) и „Сребърна империя“ (Empire of Silver, 2010). Авторът е обявил, че планина още 2 книги от поредицата, посветени на Кубилай хан.
В България са издавани всички публикувани книги от поредиците „Цезар“ и „Чингис“. Всички са издадени от издателство „Бард“.

### Детски романи
Игълдън пише заедно с брат си Хал „Опасната книга за момчета“ (The Dangerous Book for Boys), в която има осемдесет съвета, например как да си построиш миникар, да завързваш възели, да знаеш за известните битки и да правиш кристали на калиевоалуминиев сулфат KAl(SO4)2·12(H2O).
През септември 2009 г. публикува детската книга „Толинс: Избухливи истории за деца“ (Tollins: Explosive Tales for Children).

### Други творби
По инициатива на Quick Reads за Световния ден на книгата през 2006 г. Игълдън пише книгата „Черна вода“ (Blackwater), която е в стил трилър.